# Lista de ministros da Defesa Nacional de Cabo Verde
Esta é uma lista de ministros da Defesa Nacional do Cabo Verde.
| Ministro | Ministro             | Ministro             | Período    | Período          | Primer-ministro         | Referências |
| -------- | -------------------- | -------------------- | ---------- | ---------------- | ----------------------- | ----------- |
| 1        |                      | Silvino da Luz       | 05.07.1975 | 15.12.1980       | Pedro Pires             | [ 1 ]       |
| 2        |                      | Honório Chantre      | 15.12.1980 | 18.01.1986       | Pedro Pires             | [ 1 ]       |
| 3        |                      | Júlio de Carvalho    | 18.01.1986 | 20.07.1990       | Pedro Pires             | [ 1 ]       |
| 4        |                      | Pedro Pires          | 20.07.1990 | 25.01.1991       | Pedro Pires             | [ 1 ]       |
| 5        |                      | Carlos Veiga         | 25.01.1991 | 30.12.1994       | Carlos Veiga            | [ 1 ]       |
| 6        |                      | Úlpio Fernandes      | 30.12.1994 | 01.02.2001       | Carlos Veiga            | [ 1 ]       |
| 6        | Gualberto do Rosário | Úlpio Fernandes      | 30.12.1994 | 01.02.2001       | [ 1 ]                   |             |
| 7        |                      | José Maria Neves     | 01.02.2001 | 27.02.2002       | José Maria Neves        | [ 1 ]       |
| 8        |                      | Armindo Mauricio     | 27.02.2002 | 07.03.2006       | José Maria Neves        | [ 1 ]       |
| 9        |                      | Cristina Fontes Lima | 07.03.2006 | 21.03.2011       | José Maria Neves        | [ 1 ]       |
| 10       |                      | Jorge Tolentino      | 21.03.2011 | 18.09.2014       | José Maria Neves        | [ 2 ]       |
| 11       |                      | Rui Semedo           | 18.09.2014 | 22.05.2016       | José Maria Neves        | [ 3 ]       |
| 12       |                      | Luís Filipe Tavares  | 22.05.2016 | 20.05.2021       | Ulisses Correia e Silva | [ 4 ]       |
| 13       |                      | Janine Lélis         | 20.05.2021 | até a atualidade | Ulisses Correia e Silva | [ 5 ]       |